# Theia

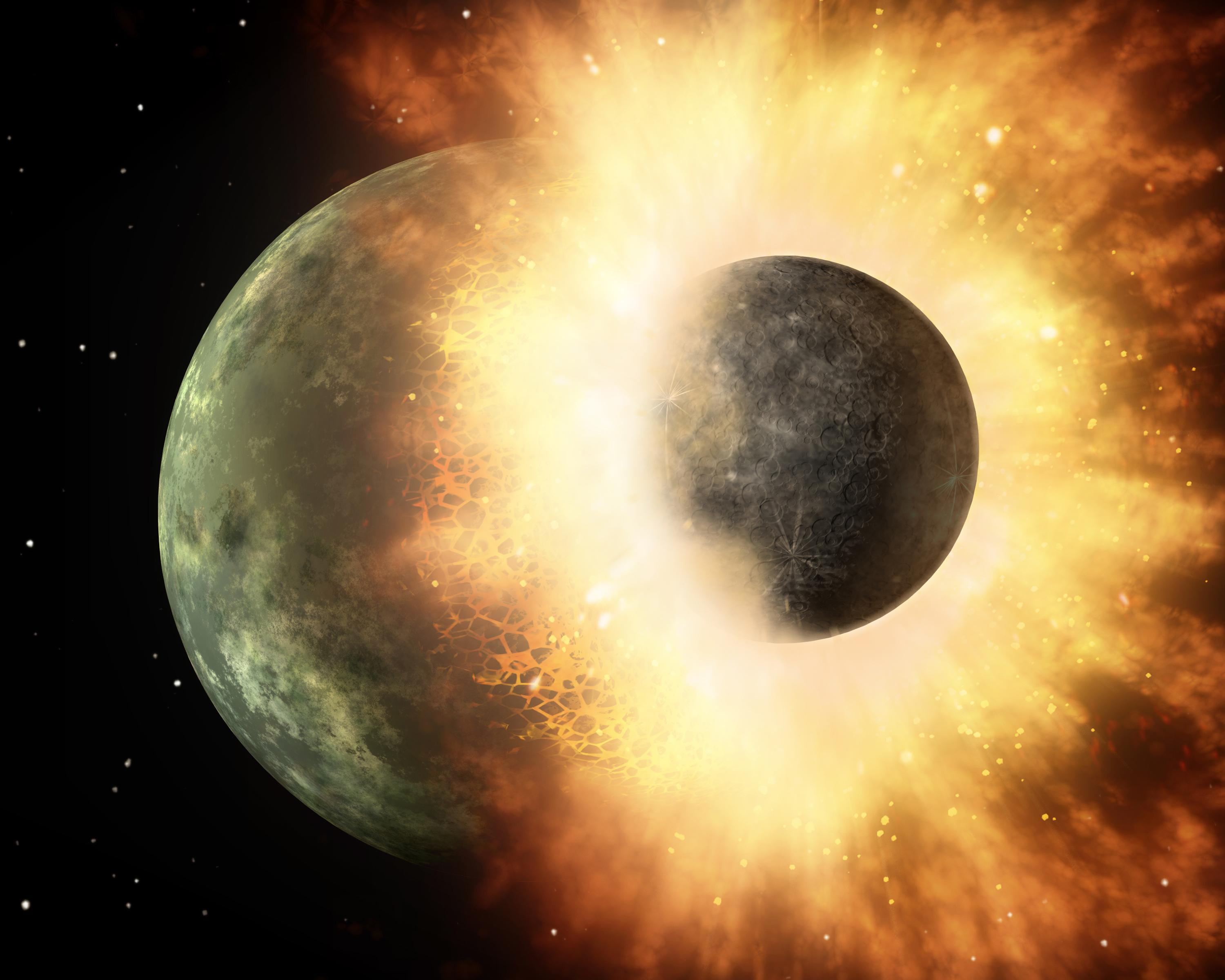
Ilustração de Theia ao colidir com a Terra

Theia é o nome dado ao planeta que, de acordo com a hipótese do grande impacto, colidiu com a Terra, dando assim origem à Lua. Segundo esta hipótese, Theia formou-se por acreção planetária dentro da mesma órbita da Terra, mas há aproximadamente 150 milhões de quilómetros (1 UA), no ponto lagrangiano L4. Theia permaneceu fixa nesta posição em harmonia com a Terra durante cerca de 20 a 30 milhões de anos. No entanto, à medida que o planeta crescia, as suas forças gravitacionais impeliam Theia para fora de L4.
Durante algum tempo o planeta descreveu uma órbita cíclica em ferradura, saindo de L4, mas logo puxado para trás pela força de Coriolis. A cada novo ciclo, Theia ganhava mais velocidade e alcançava uma distância maior de L4.
Finalmente, já depois de ter desenvolvido estratificação interna, Theia adquiriu massa e dimensão semelhante a Marte, suficiente para escapar de L4 e entrou numa órbita caótica. A colisão com a Terra tornou-se inevitável, visto que ambos os planetas ocupavam a mesma órbita. Quando Theia chocou com a Terra a uma velocidade de 40 mil quilómetros por hora, o impacto foi suficiente para vaporizar o planeta. Parte substancial do seu núcleo ferroso afundou na Terra e integrou o núcleo terrestre. O restante material foi projectado para o espaço. A acreção dos destroços deu origem à Lua.

## Animações
|  |  |